# Júlio Lima
Júlio António de Amorim Lima (Arcos de Valdevez, 19 de Março de 1859 – 9 de setembro de 1942 (83 anos)) foi um industrial e filantropo português, e benemérito da cidade de Braga.

## Biografia

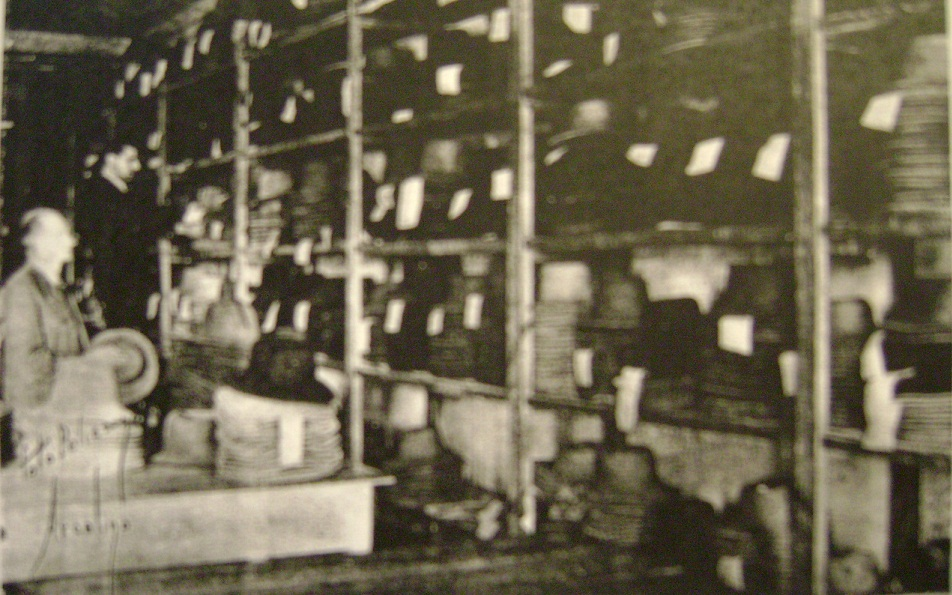
Fábrica de chapéus «A Industrial

Filho de José Vicente de Amorim e Inácia Joaquina de Lima, cedo deixou a sua terra natal, os pais e os cinco irmãos e duas irmãs, para ir trabalhar para Braga aos doze anos. Trabalhou primeiro como marçano numa loja de comércio geral, onde trabalhou até aos trinta e um anos. Teve ainda a profissão de aferidor.
Em 1899 herda, por morte dos seus tios, a Fábrica Nova da Romeira, de fiação e tecidos, em Triana, Alenquer.
Por volta de 1900, contando com a sua experiência de trabalho adquirida, abre em Braga a fábrica A Industrial, no ramo da confecção, venda e exportação de chapéus.
A sua primeira mulher, que era de família abastada, morreu de parto juntamente com aquele que seria o seu primeiro filho.
Tendo voltado a casar com a sobrinha, Maria Ignácia de Amorim Lima, Júlio Lima de nenhum dos casamentos deixou descendência (embora tenha tido uma filha fora dos casamento).
Em 25 de Novembro de 1914 recebeu o Diploma de Sócio Honorário do Atheneu Comercial de Braga; em 19 de Julho de 1918 recebeu o Diploma de Irmão Benemérito da Irmandade da Misericórdia da Vila dos Arcos de Vale de Vez; entre muitos outros que não se torna necessário descrever.
Foi benfeitor do Sameiro e do Bom Jesus do Monte, locais onde se encontram preitos à sua pessoa. Júlio Lima foi presidente da Irmandade da Santa Marta e Santa Maria Madalena, na Falperra. Aí dedicou muito do seu entusiasmo, sacrificando horas de lazer e algum do seu capital. A ele se deve a arrematação do altar-mor e talha da demolida igreja do Convento dos Remédios que foi enriquecer a Capela de Santa Marta do Leão.
Construiu escolas em várias freguesias do concelho, financiou várias actividades sociais, deu trabalho e pão a centenas de pessoas. É ele próprio que dá o exemplo, despindo o seu casaco e trabalhando ao lado dos seus operários. Desde instituições sociais, aos reclusos e aos desfavorecidos em geral, há um conjunto inumerável de pessoas que beneficiaram das suas benfeitorias.
Ao lado do seu palacete residencial é levantado um colégio, de nome NIOBE, que funcionou durante 19 anos, sem nunca receber financiamentos do Estado, facto pelo qual deixou de funcionar.
Júlio Lima mandou construir o seu palacete de residência na freguesia de São Vicente, em Braga, ainda em finais do século XIX.

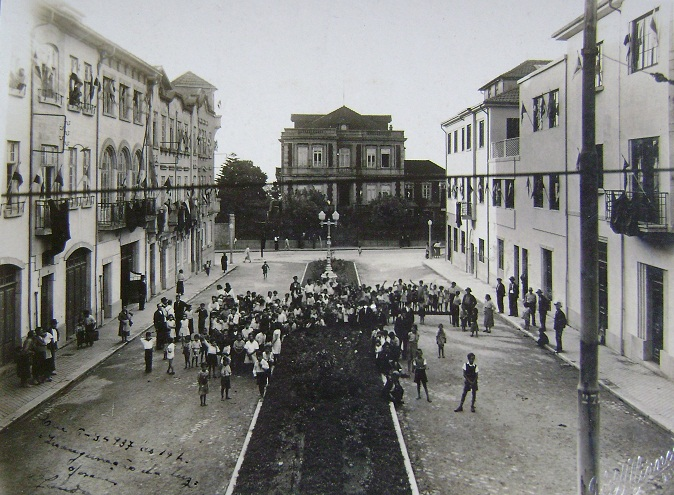
Rua Júlio Lima, em Braga.

Na segunda década do século XX, mandou abrir uma rua em frente ao seu palacete, cujo nome foi proposto pelo então vereador Ferreira Capa, em reconhecimento das muitas acções beneméritas do ‘bracarense’. A Câmara Municipal associou-se à homenagem e aprovou a designação, em 28 de Agosto de 1922.
O nome da “Rua Júlio Lima” seria confirmado a 23 de Janeiro de 1930. Dos dois lados da rua mandou construir casas rústicas, as do lado poente de arquitectura melhorada, dando trabalho aos operários, em época de crise da construção civil.
Em 1937, pediu à autarquia que lavrasse a acta do oferecimento e ainda da conservação daquele pequeno troço. A Câmara Municipal expressou um voto de louvor. Em 6 de Setembro de 1937, pelas 19h, é inaugurada a Luz Eléctrica nesta rua.
O arquitecto do palacete e das casas que ladeiam a rua de seu nome foi o mesmo do Theatro Circo de Braga: João de Moura Coutinho de Paiva Cardoso de Lima de Almeida d’Eça.
Aos 80 anos ainda dirigia a fábrica de chapéus de Braga, «A Industrial», e a Fábrica Nova da Romeira, de fiação e tecidos, em Alenquer.
Ao morrer, deixou parte da sua fortuna à filha que teve fora do casamento. O palacete e outros bens ficaram para uma afilhada, Maria José Ferro. Como esta morreu sem descendência em 2016, o palácio é propriedade dos seu irmãos e sobrinhos, estando à venda desde 2023.